# تطور الجينوم
تطور الجينوم هي العملية التي يتغير الجينوم بوساطتها من حيث البنية (التسلسل) أو الحجم مع الزمن. تتضمن دراسة تطور الجينوم مجالات متعددة كالتحليل البنيوي للجينوم ودراسة الطفيليات الجينومية ودراسة الجينات وتضاعفات الجينوم القديمة وتعدد الصيغ الكروموسومية وعلم الجينوم المقارن.

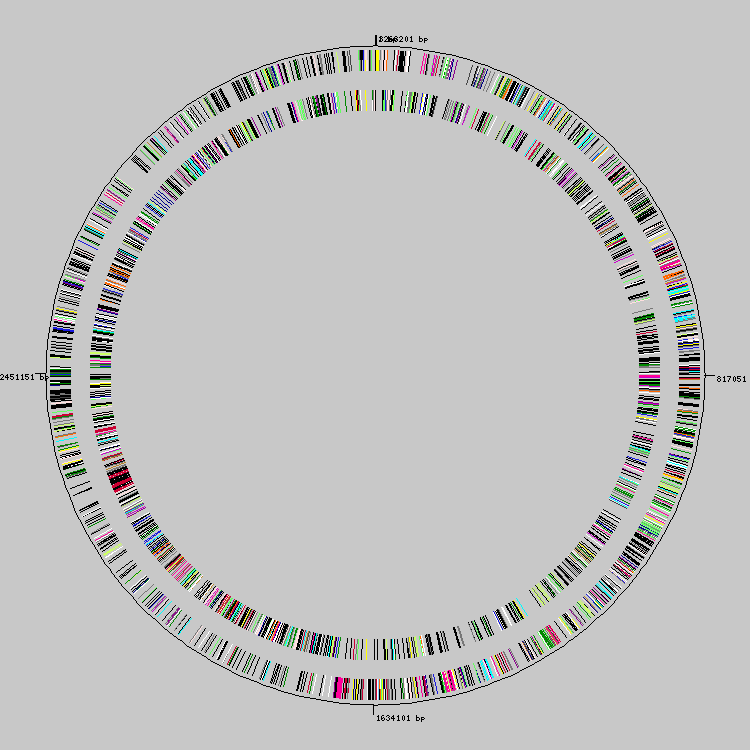
تمثيل دائري لجينوم البكتيريا الفطرية الجذامية.

## نبذة تاريخية
بدأت سلسلة نماذج الجينوم الأولى في أواخر السبعينيات. ومنذ ذلك الحين، بدأ العلماء باستخدام علم الجينوم المقارن لدراسة أوجه التشابه والاختلاف بين النماذج المختلفة. تقدم تسلسل الجينوم بمرور الوقت ليشمل الكثير من الجينومات المعقدة، بما في ذلك التسلسل النهائي للجينوم البشري بأكمله في عام 2001. سمحت المقارنة بين جينوم الأقارب والأسلاف البعيدين بتوضيح أوجه التشابه والاختلاف وبينت الآليات التي ستقود تطور الجينوم.

## جينومات بدائية وحقيقية النواة

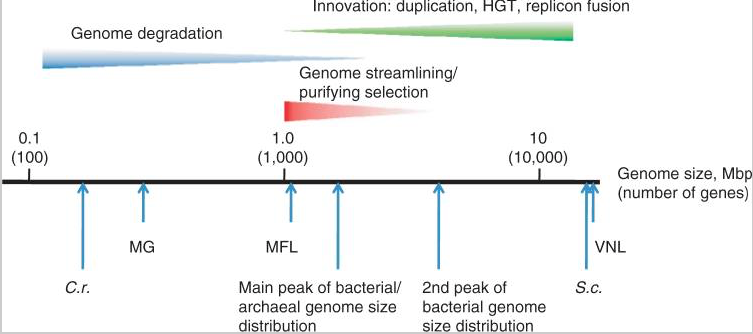
توضح الصورة القوى الرئيسية الدافعة للتطور في بدائيات النوى مع تأثيرها على جينوم العتائق والبكتيريا. يظهر الخط الأفقي حجم جينوم العتائق والبكتيريا على مقياس لوغاريتمي (يعتمد على الميغا قاعدة) والعدد التقريبي المقابل للجينات (بين قوسين). ترمز المثلثات إلى تأثير القوى الرئيسية لتطور جينوم بدائيات النوى الممثل بالنطاقات الواقعة تحتها.

### بدائيات النوى
تؤثر آليتان رئيسيتان على تطور جينوم بدائيات النواة هما: الطفرات ونقل الجينات الأفقي. يعتبر التكاثر الجنسي الآلية الرئيسية الثالثة في حقيقيات النوى، ولكنه يؤثر أيضًا على البكتيريا. قد تكتسب بدائيات النوى مادة وراثية جديدة من خلال عملية الاقتران البكتيري؛ حيث تنتقل البلازميدات والكروموسومات كاملة. يعتبر انتقال المقاومة على المضادات الحيوية عبر البلازميدات من الأمثلة الشائعة عن الأمر. يتطور الجينوم أيضًا عن طريق آلية التنبيغ، وفيه تقوم العاثيات بإدخال حمض نووي ريبوزي منقوص الأكسجين جديد إلى جينوم بكتيري ما. تتمثل الآلية الرئيسية للتفاعل الجنسي بالتحول الجيني الطبيعي الذي يتضمن نقل الحمض النووي من خلية بدائية النواة إلى أخرى من خلال وسيط. يعتبر التحول أحد الأنماط الشائعة لانتقال الحمض النووي، وقد وثق الباحثون أهلية 67 نوع بدائي النواة على الأقل للتحول.
خضع تطور الجينوم في البكتيريا للدراسة ويعتبر أحد الأمور المفهومة بشكل جيد بسبب توفر آلاف الجينومات البكتيرية المسلسلة بشكل كامل. قد تؤدي التغييرات الجينية إلى زيادة أو نقصان التعقيد الجيني بسبب الانتقاء المبسط المنقي. بشكل عام، طورت البكتيريا التي تعيش في بحرية في الطبيعة جينوم أكبر يحوي جينات أكثر لتتمكن من التكيف بسهولة أكبر مع الظروف البيئية المتغيرة. على النقيض من ذلك، قللت معظم البكتيريا الطفيلية من الجينوم بسبب حصولها على العديد من المغذيات من المضيف؛ أي لا يحتاج جينومهم إلى ترميز الإنزيمات المنتجة لهذه العناصر الغذائية.
* تحتوي جينات الإشريكية القولونية على الإكسونات فقط في معظم الحالات، وقد تحتوي على كميات صغيرة من الإنترونات ذاتية التضفير في بعض الأحيان (المجموعة الثانية).
| الصفة                      | جينوم الإشريكية القولونية | الجينوم البشري  |
| حجم الجينوم (أزواج قاعدية) | 4.6 ميغا قاعدة            | 3.2 جيغا قاعدة  |
| هيكل الجينوم               | حلقي                      | خطي             |
| عدد الكروموسومات           | 1                         | 46              |
| وجود البلازميدات           | نعم                       | لا              |
| وجود هستونات               | لا                        | نعم             |
| فصل الحمض النووي في النواة | لا                        | نعم             |
| عدد الجينات                | 4288                      | 20000           |
| وجود الإنترونات            | لا *                      | نعم             |
| متوسط حجم الجين            | 700 زوج قاعدي             | 27000 زوج قاعدي |

### حقيقيات النوى
تكون جينومات حقيقيات النوى أكبر من بدائيات النوى عمومًا. يبلغ طول جينوم الإشريكية القولونية 4.6 ميغا قاعدة تقريبًا، بينما يكون الجينوم البشري أكبر بكثير بحجم 3.2 جيغا قاعدة تقريبًا. يأخذ جينوم حقيقيات النوى الهيكل الخطي وقد يتألف من عدة كروموسومات تتوضع داخل نواة الخلية. تزيل عملية تضفير الحمض النووي الريبوزي –قبل ترجمة البروتين- الإنترونات، وهي أجزاء غير فعالة من الجين لا توجد في معظم بدائيات النوى. يتطور جينوم حقيقيات النوى بمرور الوقت عبر عدة آليات؛ كالتكاثر الجنسي الذي يوفر تنوع جيني كبير للنسل مقارنةً بالتكاثر المعتاد لدى بدائيات النوى؛ ففيه يكون النسل استنساخ وراثي بحت للخلية الأم.

## حجم الجينوم
يقاس حجم الجينوم عادةً بالأزواج القاعدية (قواعد الحمض النووي الريبوزي منقوص الأكسجين أحادي السلسلة أو الحمض النووي الريبوزي). يمكن قياس حجم الجينوم بواسطة القيمة سي أيضًا. أظهرت الأبحاث التي أجريت على جينومات بدائيات النوى وجود علاقة ترابط طردية واضحة بين القيمة سي لبدائيات النوى وكمية الجينات التي يتكون منها الجينوم. يشير ذلك إلى أهمية عدد الجينات باعتباره العامل الرئيسي المؤثر على حجم جينوم بدائية النواة. لا يلاحظ الأمر في حقيقيات النوى؛ أي لا يتناسب عدد الجينات لديهم مع حجم الجينوم. وبعبارة أخرى، يكون حجم الجينوم أكبر بكثير مما هو متوقع عند النظر إلى العدد الإجمالي للجينات المشفرة للبروتين.
يزداد حجم الجينوم عبر آليات التكرار والغرز وتعدد الصيغ الصبغية. قد تزيد عملية إعادة التركيب الجيني من حجم الجينوم أو تنقصه. يؤدي الحذف الجيني إلى إنقاص حجم الجينوم. تعتبر المتفطرات الجذامية -العامل المسبب للجذام- أحد الأمثلة الشهيرة على التقلص الجيني؛ إذ فقدت المتفطرات الجذامية العديد من الجينات الفعالة سابقًا بسبب تشكل الجينات الكاذبة. يشاهد ذلك بوضوح لدى أقرب أسلافها المتفطرات السلية. تعيش المتفطرات الجذامية وتتكاثر داخل عائل، ولهذا لا تحتاج إلى العديد من الجينات التي كانت تحملها في السابق لتمكنها من النجاة والاستمرار خارج العائل. وهكذا، فقدت هذه الجينات وظيفتها بمرور الوقت عبر عدة آليات حولتها لجينات كاذبة، وتعتبر الطفرات مثال على تلك الآليات. يستفيد الكائن الحي من التخلص من الجينات غير الأساسية؛ بسبب ارتفاع سرعة تضاعف الحمض النووي وانخفاض الطاقة المستهلكة في هذه العملية.
تعتبر العوامل الممرضة الخيطية التي تصيب النبات أمثلة واضحة على ازدياد حجم الجينوم بمرور الوقت. نمى جينوم تلك العوامل الممرضة بشكل كبير على مر السنين بسبب التكرار. احتوت المناطق الغنية بالتكرارات على جينات ترمز بروتينات التفاعل مع المضيف. أدت إضافة التكرارات إلى ارتفاع احتمال تطوير عوامل فوعة جديدة عبر حدوث الطفرات وأشكال إعادة التركيب الجيني الأخرى. بهذه الحالة، استفادت العوامل الممرضة الخيطية من ازدياد حجم الجينوم.

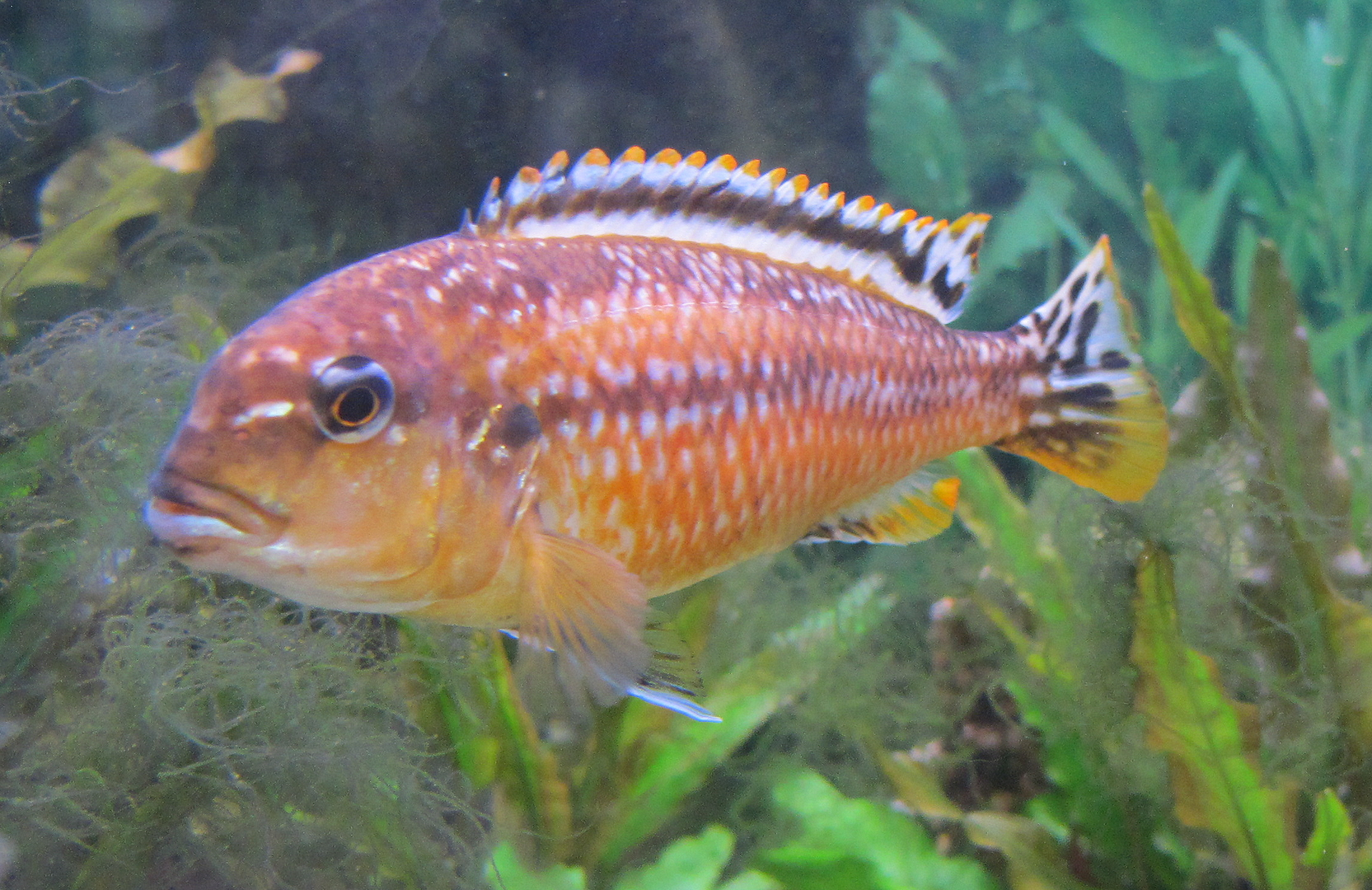
تمثل البلطيات -كالتروبوبوبس تروبوبس- التي تعيش في بحيرة ملاوي نماذج لتطور الجينوم.

## الانتواع
تعتبر الطريقة التي يتغير فيها الجينوم ليخلق أنواع جديدة سؤالًا رئيسيًا في علم الأحياء التطوري. يتطلب الانتواع حدوث تغيرات في السلوك أو الشكل أو الفيزيولوجيا أو الأيض (بالإفراد أو الجمع). بدأت دراسة تطور الجينوم خلال عملية الانتواع للدراسة منذ وقت قصير بالتزامن مع توفر تقنيات السلسلة الحديثة. على سبيل المثال، تختلف أسماك البلطي في البحيرات الأفريقية في الشكل والسلوك. كشفت جينومات 5 أنواع تغير التسلسل ونمط التعبير الجيني خلال فترة زمنية قصيرة نسبيًا (100000 إلى عدة ملايين من السنين). اكتسب 20٪ من أزواج الجينات المكررة نمط تعبير نسيجي جديد تمامًا، وهذا يقترح حصول هذه الجينات على وظائف جديدة أيضًا. يعتمد اختلاف التعبير الجيني على اختلاف تسلسلات تنظيمية قصيرة، وهذا يشير إلى أن حدوث الانتواع لا يتطلب سوى عدد قليل نسبيًا من الطفرات. أظهر جينوم البلطيات أيضًا ارتفاع في المعدلات التطورية للحمض الريبوزي النووي الميكروي الذي يساهم في التعبير الجيني.